# Chamaedorea graminifolia
Chamaedorea graminifolia är en enhjärtbladig växtart som beskrevs av Hermann Wendland. Chamaedorea graminifolia ingår i släktet Chamaedorea och familjen Arecaceae. Inga underarter finns listade i Catalogue of Life.